# George Murray
George Murray, britanski general, * 1893, † 1983.